# Квиддич
Кви́ддич (англ. Quidditch) — вымышленная спортивная игра, в которую играют персонажи романов Джоан К. Роулинг о Гарри Поттере. В квиддич играют, летая на мётлах. Игра получила название в честь болота Квирдитч, где и была придумана.

## Правила игры

Игровое поле

На поле сражаются две команды, по 7 человек в каждой. Запасные игроки предусмотрены только в том случае, если игра затянулась настолько долго, что игроки не могут её продолжать. Команды летают на мётлах над овальным игровым полем, в концах которого друг напротив друга стоят ворота в виде трёх колец. Каждый гол, забитый в одно из колец команды-соперницы, приносит 10 очков. Цель игры — набрать как можно больше очков до окончания игры. Игра заканчивается, когда ловец одной из команд поймает мяч под названием снитч. Поимка снитча приносит команде 150 очков.
Правилами квиддича предусмотрены штрафные удары, но не удаления нарушивших правила игроков.
В книге «История квиддича», подаренной Гермионой Гарри, упоминается, что всего существует 700 способов нарушения правил игры. Команда, нарушившая правила, дисквалифицируется.

## Мячи для игры
В игре используются четыре мяча: один квоффл, два бладжера и один снитч.

### Квоффл

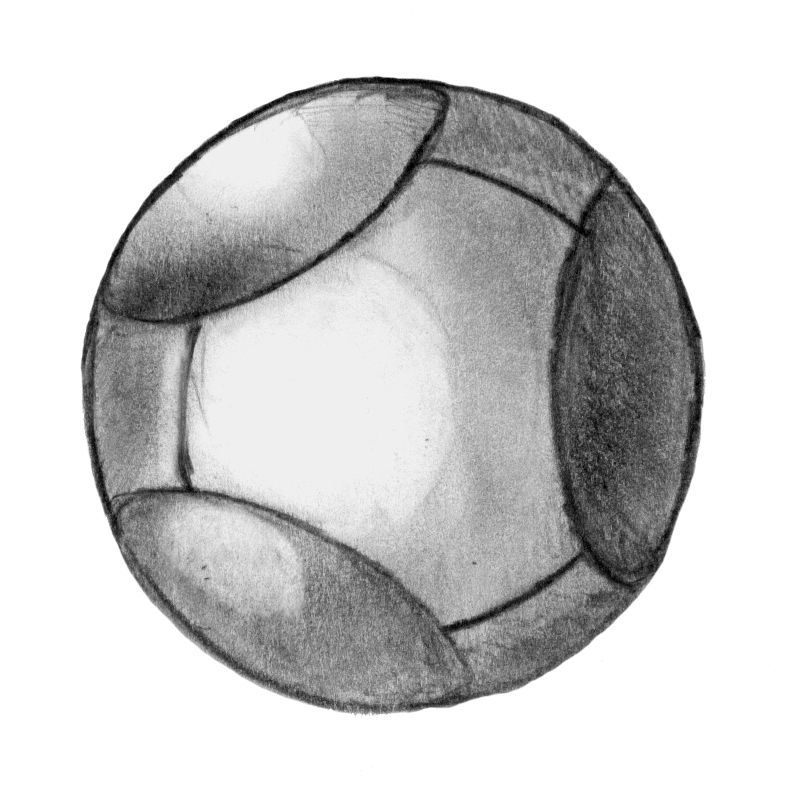
Квоффл

Квоффл (англ. Quaffle) — самый крупный мяч, тёмно-красного цвета, на нём имеется несколько выемок. Охотники должны отобрать квоффл у противника и забросить в одно из трёх колец, которые защищает вратарь соперников. Вратарь же не должен позволить квоффлу пролететь сквозь свои кольца, он должен поймать мяч и отпасовать его охотникам. Охотники имеют право перепасовывать квоффл друг другу. В случае нарушения правил, зафиксированного арбитром, один из охотников пострадавшей команды имеет право на штрафной бросок квоффла в кольцо противника (аналог пенальти).

### Бладжер

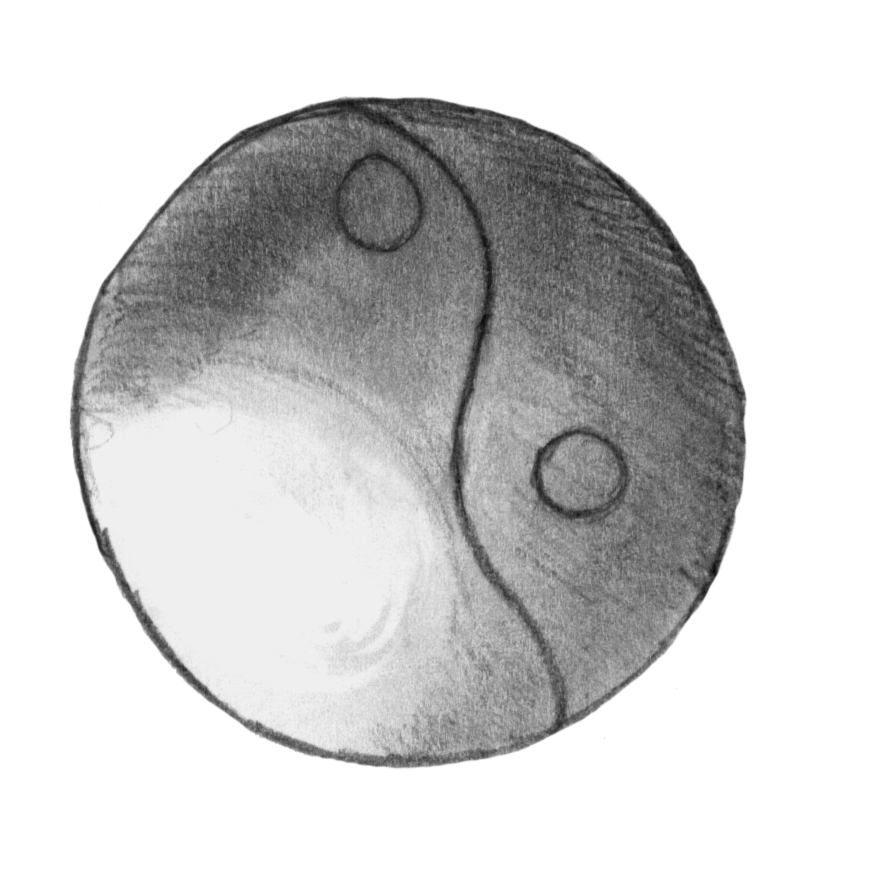
Бладжер

Бладжер (англ. Bludger) — твёрдый, чёрный, быстро летающий мяч, хаотично перемещающийся по стадиону и служащий для усложнения игры охотникам и ловцу. Попадание бладжера в игрока, летящего на метле на большой скорости, зачастую оканчивалось для того тяжёлыми травмами и увечьями. В каждой команде есть два игрока, называемых «загонщиками» — они вооружены битами, которыми отбивают бладжеры, летящие в их товарищей по команде, а иногда, если повезёт, и направляют их в игроков соперника.
В книге «Гарри Поттер и Тайная комната» во время матча Гриффиндор — Слизерин один из бладжеров, заколдованный домовым эльфом Добби, вдруг «забыл», что на поле есть и другие игроки, и стал гоняться только за гриффиндорским ловцом Гарри Поттером. В конце концов бладжер сломал Гарри правую руку, но Поттер смог поймать снитч левой.

### Снитч
Снитч (англ. Snitch), также называемый Золотой снитч — в современном квиддиче это небольшой золотистый шарик с серебристыми крылышками, летающий самостоятельно и произвольно над полем. Ловец, поймавший его первым, приносит своей команде 150 очков и заканчивает игру. Счёт, набранный командами к этому моменту, и является окончательным. Снитч владеет должной системой распознавания «хозяина», если возникает спорное решение, поэтому даже мастер-изготовитель снитча проводит всю работу в перчатках.
В книге «Квиддич с древности до наших дней» рассказывается об истории квиддича вообще и о появлении в игре снитча в частности. В 1269 году квиддичный матч посетил глава Совета Колдунов (Совет Колдунов предшествовал Министерству Магии) Барбарис Боллтаун. Боллтаун купил в клетке крохотную и проворную птичку, золотого сниджета, и сообщил собравшимся, что игроку, поймавшему птицу в ходе матча, учреждена награда — сто пятьдесят галеонов (огромные по тем временам деньги). Естественно, команды бросили игру и бросились ловить сниджета. Тогда возмущённая этим некая госпожа Модеста Кролли спасла бедную птичку, используя Призывающее заклятие, но идея Барбариса Болттауна изменила квиддич навсегда. Вскоре золотых сниджетов стали выпускать на всех играх (предварительно накладывая такие чары, которые не позволяли им покидать пределов поля), а в командах появился ещё один игрок — ловец, задачей которого было поймать птицу. К сожалению, поимка сниджета часто заканчивалась его смертью, поскольку птичка была маленькая и хрупкая, и ловцы в азарте игры частенько раздавливали её в руках. С поимкой сниджета игра прекращалась, а команде ловца присуждались ещё 150 очков (в память о тех 150 галлеонах). Однако в XVI—XVII веках численность популяции золотых сниджетов настолько снизилась, что птиц признали охраняемым видом. Начались интенсивные поиски замены, которая позволила бы продолжать игры.
Впоследствии волшебники научились делать металлические снитчи, которые удовлетворяли всем необходимым требованиям. Маг и кузнец Боумен Райт, живший тогда в Годриковой Впадине, выковал первый золотой снитч. Ныне производство снитчей ещё более усовершенствовалось. Так, при их изготовлении маги работают в специальных перчатках, исключающих контакт новенького снитча с кожей, потому что мячик обладает телесной памятью: он помнит первого, кто прикоснётся к нему голыми руками. Это сделано на случай, если возникнут какие-либо споры о том, кто его поймал.

## Состав команд
Игра ведётся между 2 командами по 7 игроков в каждой: 3 охотника, 2 загонщика, ловец и вратарь.

### Охотники
Охотники (англ. Chaser) — это три игрока команды, которые ведут основную борьбу за квоффл. Они пасуют этот мяч друг другу и пытаются забить его в ворота команды-противницы. Воротами считается любое из шести колец, поднятых в противоположных концах поля на высоких шестах. Три кольца в одном конце поля принадлежат одной команде, три кольца в противоположном — другой.
Обычно к охотникам предъявляются следующие требования:
- умение быстро летать на метле, легко выполняя при этом фигуры высшего пилотажа;
- виртуозно уходить от противника и уклоняться от бладжера;
- точно пасовать мяч;
- уметь подать «хитрый» бросок вратарю соперников.

### Загонщики
Загонщики (англ. Beater) — защищают свою команду от бладжеров, отбивая их битой, предпочтительно в направлении игроков противника (это разрешено правилами). 

### Вратарь
Вратарь — (англ. Keeper) защищает кольца своей команды от квоффла.

### Ловец
Ловец (англ. Seeker) — игрок, который должен заметить и поймать снитч раньше, чем это сделает ловец команды противника. Поимка снитча приносит команде 150 очков и заканчивает игру. Пока ловец высматривает «свой» мячик, остальные игроки заняты бладжерами и квоффлом. Так как эта позиция является самой важной в игре, хотя и независимой от других игроков, то помешать ловцу команды противника считает своим долгом любой игрок. Никто, кроме ловцов, касаться снитча не имеет права.
Ввиду влияния этой позиции на ход игры самые талантливые и изобретательные игроки обычно становятся ловцами. На роль ловцов обычно выбирают лёгких и юрких игроков, хотя бывают и исключения. Например, Виктор Крам отличался крепкой комплекцией и немаленьким ростом, однако он был признан не только лучшим ловцом болгарской сборной, но и, пожалуй, всей Европы.

## Команды Хогвартса
Состав команд Хогвартса меняется с течением времени. Тут также записаны и игроки, давно закончившие Хогвартс — люди, когда-либо игравшие в квиддич в Хогвартсе.

### Гриффиндор
- Оливер Вуд — вратарь и капитан команды до третьей книги включительно.
- Гарри Поттер — с первой книги ловец команды, самый молодой ловец за последние 100 лет в истории Хогвартса. Капитан команды в шестой книге.
- Фред Уизли — загонщик до пятой книги включительно.
- Джордж Уизли — загонщик до пятой книги включительно.
- Кэти Белл — охотник до шестой книги.
- Алисия Спиннет — охотник.
- Анджелина Джонсон — охотник, выполняет функцию капитана в пятой книге.
- Чарли Уизли — ловец до первой книги.
- Джинни Уизли — начала как ловец во время отстранения Гарри в пятой книге. Впоследствии — охотник. В шестой книге ещё раз заменяла Гарри как ловца.
- Рональд Уизли — вратарь с пятой книги.
- Джимми Пикс — загонщик с шестой книги.
- Риччи Кут — загонщик с шестой книги.
- Дин Томас — запасной охотник в шестой книге. Изначально заменял Кэти Белл, затем Джинни Уизли, заменявшую в свою очередь Гарри Поттера как ловца.
- Кормак Маклагген — запасной вратарь в шестой книге. Заменял Рона Уизли и отстранён после первой игры. Примечание - во время игры пытался показать одному из загонщиков, как отбивать бладжер, тем самым попав в голову Гарри, и серьёзно травмировав его.

### Слизерин
- Маркус Флинт — капитан и охотник до третьей книги включительно.
- Эдриан Пьюси — охотник.
- Монтегю — охотник.
- Майлс Блетчли — вратарь.
- Дерек — загонщик.
- Боул — загонщик.
- Драко Малфой — ловец со второй книги.
- Терренс Хиггс — ловец до второй книги.
- Винсент Крэбб — загонщик в пятой и шестой книгах.
- Грегори Гойл — загонщик в пятой и шестой книгах.
- Вейзи — охотник в пятой и шестой книгах.
- Регулус Блэк — ловец (упоминается в седьмой книге).

### Когтевран
- Роджер Дэйвис — капитан и охотник.
- Чжоу Чанг — ловец.
- Филл Гоффери — охотник.

### Пуффендуй
- Седрик Диггори — ловец и капитан до четвёртой книги.
- Захария Смит — охотник.
- Саммерби — ловец.
- Скоткинс — охотник (упоминается в шестой книге).

## Чемпионат мира по квиддичу
Чемпионаты мира по квиддичу проводятся каждые четыре года. Финал чемпионата 1994 года — матч между Ирландией и Болгарией — был описан в книге «Гарри Поттер и Кубок огня».
Судья — Хасан Мустафа (председатель Международной ассоциации квиддича, Египет).
В организации участвовало около 100 тысяч волшебников. Для гостей и болельщиков был составлен график прибытия на чемпионат. Те, у кого дешёвые билеты, прибывали за две недели, часть приезжала магловским транспортом. Некоторые трансгрессировали и им для этого был выделен лес. Но многие перемещались с помощью порталов (их создали около 200).
Финальная игра Чемпионата состоялась в Дартмуре, Англия, 22 августа 1994 года. Перед этим уже успели сразиться Сборные Уэльса и Уганды, Шотландии и Люксембурга, Англии и Трансильвании. Несмотря на то, что представители Великобритании с разгомным счётом проиграли своим соперникам, последние тоже не вышли в финал.
Чемпионат был организован Международной ассоциацией квиддича. Его официальными спонсорами были производители летающих мётел «Синяя муха», конфеты Берти Боттс, чистящее средство Миссис Скоур, магазин одежды «Шапка-невидимка». Реклама этих фирм транслировалась на большом табло стадиона перед финальным матчем чемпионата. Также спонсорами выступили Сливочное пиво, Волшебный банк «Гринготтс», Тыквенный сок и «Нимбус-2001», а также медиа-спонсоры «Ежедневный пророк» и международный «Еженедельник ловца» — они были указаны в программке Чемпионата.
Стадион строился пятьюстами волшебниками целый год, на него были наложены мощные Маглоотталкивающие чары. Стадион был рассчитан на сто тысяч мест и мог вместить в себя несколько кафедральных соборов — настолько был велик.
Судьёй финального матча был профессионал международного класса Хасан Мустафа. Комментировал игру Людо Бэгмен — глава Отдела магических игр и спорта. Перед началом матча талисманы Сборных устроили парад: болгарские вейлы танцевали, чем сводили с ума мужскую часть болельщиков, а ирландские лепреконы устроили красочное шоу в воздухе и осыпали всех лепреконским золотом.
Состав команд на момент матча:Ирландия: Куигли, Конолли (загонщики), Райан (вратарь), Трой, Маллет, Моран (охотники), Эйдан Линч (ловец). Болгария: Димитров, Иванова, Левски (охотники), Зогров (вратарь), Волчанов, Волков (загонщики), Виктор Крам (ловец).
Ирландская Сборная уже в первые минуты матча применила квиддичные тактики «Голова Ястреба» и «Финт Порскова», в результате чего ирландский охотник Трой открыл счёт. За следующие 10 минут Ирландия забила ещё 2 гола. Игра ужесточилась, и болгарка Иванова забила первый гол. После этого Виктор Крам применил против ирландского ловца Эйдана Линча «Финт Вронского» (ловец резко летит вниз, делая вид, что увидел снитч у самой земли, и выходит из пике прямо перед ударом о поле. Таким образом он сбивает с толку ловца другой команды и может устранить противника). Линч не успел выйти из пике и ударился о землю — был объявлен тайм-аут. Впрочем, Линч скоро оправился и вернулся к игре.
Вскоре Ирландская Сборная забила ещё 10 голов и уже вела со счётом 130-10. Болгары стали играть откровенно жёстко. Их вратарь Зогров толкнул локтем загонщицу Маллет, за что болгарская сборная получила наказание — пенальти. Разгневанные вейлы снова заплясали, чем надолго привлекли судью матча. С трудом оправившись от их магии, униженный Хасан Мустафа пытался удалить вейл с поля, чем возмутил болгарских загонщиков. За препирания с судьёй Ирландия получила право на второе пенальти.
Позже Димитров умышленно толкнул Моран, и команду наказывают ещё раз. Благодаря серии пенальти счёт стал 160-10. После пенальти Ирландия забивает ещё один гол. Талисманы команд бушевали — вейлы обрели воинственный облик и стали кидать огненные шары во всех и попали в метлу судьи. Лепреконы строили неприличные жесты болгарским талисманам. Тем временем в небе Куигли отбил бладжер Виктора Крама и сломал ему нос. В этот момент судья отвлёкся на свою горящую метлу и не объявил тайм-аут. Однако Крам и не собирался сдаваться, он бросился за Линчем, увидевшим снитч. Оба ловца резко направились к земле, но Линч снова не смог выйти из пике, ударился о землю и попал под ноги разбушевавшихся вейл, а снитч оказался в руках Крама. В итоге произошёл тот редкий случай в квиддиче, когда ловец поймал снитч, получил 150 очков, но по очкам выиграла команда противника. 
Общий счёт матча оказался 170:160 в пользу Ирландии.

## Чемпионат школы по квиддичу
Чемпионат Хогвартса проводился (по крайней мере, во время описанных в книгах событий) по круговой системе в один круг (команды всех факультетов играют друг с другом по одному разу в течение учебного года), то есть всего за сезон проводится 6 официальных матчей, а каждый факультет участвует в трёх играх.

### Первый учебный год
- Ловцом Гриффиндора становится Гарри Поттер. Он — самый молодой ловец за последние 100 лет.
- Состав команды:
  - Охотники — Кэти Белл, Анжелина Джонсон, Алисия Спинетт.
  - Загонщики — Фред Уизли, Джордж Уизли.
  - Вратарь — Оливер Вуд (капитан команды).
  - Ловец — Гарри Поттер.
- Гарри Поттер получает от Минервы Макгонагалл самую быструю на данный момент метлу «Нимбус-2000».
- В игре Гриффиндора против Слизерина метла начинает сбрасывать Гарри Поттера. При этом Северус Снегг, зритель, внимательно смотрит на Поттера и что-то говорит. Гермиона считает, что поведение метлы — результат его колдовства. Она пробегает мимо Снегга, и заклинанием Воспламенения поджигает его мантию, при этом нечаянно опрокинув Квиринуса Квиррелла. Метла перестаёт сбрасывать Поттера, и ему удаётся поймать снитч ртом. Гриффиндор побеждает со счётом 170:60. Как выясняется в конце книги, заколдовывал метлу Квиррелл, а Снегг пытался защитить Поттера.
- Игру Гриффиндора против Пуффендуй судит лично Снегг. Дамблдор присутствует на игре как зритель. Гарри ловит снитч менее чем через 5 минут после начала игры. Гриффиндор побеждает со счётом 150:0.
- Против Когтеврана Гриффиндор играет в то время, когда Поттер находится в больничном крыле (после того как помешал Квирреллу украсть философский камень). Выйдя на поле без ловца, Гриффиндор терпит самое сокрушительное за последние 300 лет поражение. Кубок Школы достаётся другой команде — Слизерину.

### Второй учебный год
- Состав команды Гриффиндора остаётся тот же.
- Ловцом Слизерина становится Драко Малфой.
- Вся команда Слизерина получает от Люциуса Малфоя мётлы «Нимбус-2001».
- В игре Гриффиндора против Слизерина бладжер гоняется за Гарри и в итоге ломает ему правую руку. Гарри ловит снитч левой рукой. Гриффиндор побеждает. Как оказалось, бладжер заколдовал Добби, надеясь, что Гарри из-за сломанной руки отправят домой. Так Добби пытался спасти Поттера от василиска из Тайной комнаты.
- Игру Гриффиндора против Пуффендуя откладывает профессор Макгонагалл из соображений безопасности. Причина — неоднократные нападения василиска на студентов Хогвартса.
- В дальнейшем чемпионат школы отменяют. Василиск убит всего за 3 дня до экзаменов[1].

### Третий учебный год
- Состав команды Гриффиндора остаётся тот же.
- Ловцом Пуффендуя становится Седрик Диггори.
- Во время матча Гриффиндора против Пуффендуя идёт сильный ливень. В середине матча на поле появляются дементоры. Гарри Поттер падает на землю. Седрик Диггори ловит снитч, и Гриффиндор проигрывает. При падении метла Гарри Поттера врезается в Гремучую иву, которая в ответ разбивает метлу в щепки. Как оказалось, дементоры, охранявшие периметр школы и не имевшие права входить внутрь, голодали (они питаются человеческой радостью). Во время матча ликование большого количества людей стало для них искушением, которому они не смогли противостоять.
- Гарри Поттер получает от Сириуса Блэка «Молнию» — лучшую в мире метлу.

- В конце ноября команда Когтеврана громит команду Пуффендуя. В январе Слизерин выигрывает у Когтеврана с небольшим перевесом. Эти результаты обеспечивают выгодное положение для Гриффиндора в турнирной таблице; теперь для них главное — не проиграть следующий матч.
- Во время матча Гриффиндора против Когтеврана появляются трое дементоров. Гарри Поттер успешно применяет заклинание «Экспекто Патронум» и ловит снитч. Гриффиндор побеждает. «Дементоры» оказываются переодетыми Драко, Крэббом, Гойлом и Маркусом Флинтом, капитаном команды Слизерина. Драко сел на голову Гойла. Слизерин теряет 50 баллов, и четвёрку наказывают.
- В последнем матче Грифиндору необходимо выигрывать с разницей в 200 очков, чтобы получить Кубок Школы, в противном случае он достанется Слизерину. Слизерин играет против Гриффиндора очень грязно, вплоть до физических нападений на членов команды. Когда Поттер готовится поймать снитч, Драко хватает Гарри за метлу (судья Трюк восклицает, что «в жизни не видела такого грязного приёма»). Назначают пенальти, но Алисия так зла, что промахивается. Позже Гарри ловит снитч, принося своей команде победу и, впервые за много лет, Кубок Школы по квиддичу достаётся Гриффиндору.

### Четвёртый учебный год
Ввиду Турнира Трёх Волшебников чемпионат школы отменён.

### Пятый учебный год
- Оливер Вуд окончил школу, капитаном назначают Анжелину Джонсон.
- Вратарём Гриффиндора становится Рон Уизли.
- Во время матча против слизеринцев их болельщики и Драко Малфой распевают песню:

Рональд Уизли — наш король,
Рональд Уизли — наш герой,
Перед кольцами дырой
Так всегда и стой!
Квоффла Рон поймать не может,
Победить он нам поможет,
На помойке Рон родился,
Слизерину пригодился.

Песня нервирует Рона, и он пропускает 4 гола один за другим. Гарри ловит снитч. Крэбб запускает в него бладжером, но Гарри удаётся удержать снитч. Гриффиндор побеждает. После матча Малфой признаётся, что это он сочинил песню и начинает оскорблять Рона, его родителей и родителей Гарри. Гарри и Джордж избивают Малфоя. В наказание Долорес Амбридж пожизненно запрещает играть в квиддич Гарри, Джорджу и Фреду (хотя последний в драке не участвовал). Малфой и Крэбб наказаны не были, что вызвало возмущение игроков Гриффиндора.
- Ловцом Гриффиндора вместо дисквалифицированного Гарри становится Джинни Уизли. Вместо Фреда и Джорджа нанимают двух посредственных игроков — Джека Слоупера и Эндрю Керка.
- В матче с Пуффендуем Гриффиндор играет из рук вон плохо. Рон пропускает 14 мячей подряд. Болельщики Слизерина опять поют ту же песню. Хотя Джинни Уизли ловит снитч, Гриффиндор проигрывает 240:230.
- Пуффендуй побеждает Слизерин с минимальным перевесом, давая Гриффиндору шанс завоевать Кубок.
- Гриффиндор побеждает Когтевран и вновь, как и в позапрошлом году, завоёвывает Кубок. Гриффиндорцы в честь Рона переделывают на другой лад слизеринскую песню:

Рональд Уизли — наш король,
Рональд Уизли — наш герой,
Перед кольцами стеной
Так всегда и стой!
Квоффла Рональд не пропустит
И победы не упустит.
Вратарём наш Рон родился,
Гриффиндору пригодился.

### Шестой учебный год
- Гарри Поттер становится капитаном команды.
- Гарри Поттер проводит пробы для набора новой команды Гриффиндора[2]. Новый состав:
  - Охотники — Кэти Белл, Демельза Робинс, Джинни Уизли.
  - Загонщики — Джимми Пикс, Ричи Кут.
  - Вратарём остаётся Рон Уизли, во время проб победивший Кормака Маклаггена и Найджела Уолперта. Рон берёт 5 из 5 мячей, а Кормак и Найджел 4 из 5. Как признаётся Гермиона, в последней подаче она оглушила Маклаггена заклинанием «Конфундус».
  - Ловец — Гарри Поттер.
- Охотник Кэти Белл попадает в больницу, сражённая про́клятым ожерельем, которое Драко Малфой просил передать Альбусу Дамблдору. Вместо неё охотником становится Дин Томас.
- Рон нервничает и злится из-за того, что его сестра Джинни целуется с Дином Томасом. На тренировках Рон пропускает голы. Перед игрой со Слизерином Гарри Поттер притворяется, что добавил Рону в тыквенный сок Зелье Удачи. В результате Рон играет блестяще. Кроме того, Драко Малфой заявляет о своей болезни и пропускает игру. Гарри Поттер ловит снитч и приносит Гриффиндору победу с перевесом в 250 очков. Комментатор — пуффендуец Захария Смит, недоброжелательно относящийся к Гарри Поттеру.
- Рон попадает в больницу, выпив вина, которым Малфой пытался отравить Дамблдора. Вместо него вратарём Гриффиндора становится Кормак Маклагген. Он не нравится Гарри Поттеру тем, что на тренировках лезет ко всем с указаниями.
- Во время игры с Пуффендуем Маклагген продолжает поучать других гриффиндорцев, отчитывает Джинни Уизли, и наконец, показывая Пиксу, как отбивать бладжер, нечаянно попадает Поттеру им по голове. Поттер теряет сознание и оказывается в больничном крыле с тяжелейшей черепно-мозговой травмой. Гриффиндор проигрывает 320:60. Кормак Маклагген вылетает из команды. Комментатор этой игры — Полумна Лавгуд.
- Рон Уизли и Кэти Белл выздоравливают и возвращаются в команду Гриффиндора. Дин Томас исключается.
- В последней игре Гарри Поттер не может участвовать, потому что отбывает наказание у Снегга за использование против Драко Малфоя заклинания «Сектумсемпра». Ловцом играет Джинни Уизли, на освобождённое ей место охотника возвращается Дин Томас. Гриффиндор побеждает 450:140 и завоёвывает Кубок.

### Седьмой учебный год
В этой книге игр в квиддич нет. Большую часть учебного года Гарри, Рон и Гермиона скрываются от Тёмного Лорда. Происходили ли в это время игры в квиддич и с каким результатом, неизвестно. Также ничего неизвестно об играх после победы над Волан-де-Мортом. Более того, в фильме показано, как Пожиратели смерти во время Битвы за Хогвартс сжигают школьный стадион для игры в квиддич. Тем не менее, квиддич косвенно играет роль в происходящем: Альбус Дамблдор завещает Гарри Поттеру снитч, пойманный им в самой первой игре. Министр магии Скримжер подозревает, что в подарке заключена какая-то магия. По требованию Скримжера Гарри берёт мяч в руку, но ничего не происходит. После ухода министра Поттер прикладывает снитч к губам, вспомнив, как он его поймал. На снитче появляется надпись «Я открываюсь под конец». Когда Гарри Поттер узнаёт, что чтобы Тёмный Лорд пал, ему нужно умереть, он вспоминает о снитче и говорит ему «Я скоро умру», снитч открывается, и в нём оказывается камень, воскрешающий мёртвых — один из трёх Даров Смерти.

### Итог
Гарри Поттер был ловцом в девяти играх. В семи играх из девяти игр он поймал снитч и принёс своей команде победу. В двух оставшихся (обе с Пуффендуем) он не смог поймать снитч, и Гриффиндор проиграл. В одной из этих игр на поле появились дементоры, из-за чего Гарри потерял сознание и упал на землю, в другой Кормак Маклагген нечаянно попал Гарри Поттеру отбитым бладжером по голове, в результате чего Гарри получил очень тяжёлую черепно-мозговую травму.
Ещё в четырёх играх с участием Гриффиндора Гарри Поттер не участвовал: в одной — из-за того, что лежал в больничном крыле после битвы с Квирреллом, в двух — был дисквалифицирован Долорес Амбридж за драку с Малфоем после игры (виновник драки Малфой наказан не был), в одной — отбывал наказание у Снегга за применение против Драко Малфоя заклинания Сектумсемпра. Из этих четырёх игр Гриффиндор выиграл две и проиграл две игры.
Гриффиндор завоевал кубок в трёх из пяти описанных в книгах чемпионатов. Один раз кубок завоевал Слизерин, потому что во время решающей игры (Гриффиндор с Когтевраном) Гарри Поттер лежал в больничном крыле после битвы с Квирреллом. Один чемпионат не был доигран по соображениям безопасности.
Джинни Уизли была ловцом в трёх играх. Во всех трёх играх она поймала снитч, но в одной из них Гриффиндор проиграл из-за плохой игры остальных членов команды.

## Квиддич среди фанатов
Многие фанаты Гарри Поттера пытались адаптировать правила квиддича для маглов. Существуют различные варианты правил «квиддича-без-мётел», но в России локальную популярность среди фанатов Москвы, Санкт-Петербурга, Нижнего Новгорода и Брянска получили правила, представляющие собой вариацию на тему гандбола. Загонщики используют теннисные ракетки, а снитчем служит теннисный мячик.

## Интересные факты
- В терминологии геймдизайнеров «золотой снитч» — последний, решающий раунд игры, способный переломить даже проигрышное положение[3]. Особенно заметно в телеиграх: это удерживает зрителей в напряжении от начала и до конца.
- Во вселенной «Тёмной башни» снитчами называются самонаводящиеся бомбочки[4].
- В фильме «Кадры» одним из испытаний для команд интернов является игра в квиддич, адаптированная для маглов. Игроки бегают по полю с метлами между ног, по правилам «слезать с метлы» нельзя.